# هوغو فريند
هوغو فريند (بالإنجليزية: Hugo Friend)‏ هو قاضي ومحامي أمريكي، ولد في 21 يوليو 1882 في براغ في التشيك، وتوفي في 29 أبريل 1966 في شيكاغو في الولايات المتحدة.

## وصلات خارجية
- هوغو فريند على موقع أوليمبيديا (الإنجليزية)